# 袁儒忠
袁儒忠，顺天宛平人，清朝政治人物、进士出身。
雍正八年（1730年）庚戌科进士。雍正十一年（1733年），担任内乡县知县。